# Ungdomscykelvasan
Ungdomscykelvasan är ett cykellopp för ungdomar mellan 11 och 16 år som ingår i Vasaloppets organisation och Vasaloppets sommarvecka. Loppet hade premiär 2012.
Distansen är 32 kilometer lång, och går från startplats Oxberg till Mora. 28,9 km körs på skogsväg eller grusväg och resterande 3,1 km på asfalterad väg.

### Fotnoter
1. ↑  ”Resultat från Ungdomscykelvasan 2019” (på svenska). Vasaloppet. 11 augusti 2019. https://www.vasaloppet.se/nyheter/resultat-fran-ungdomscykelvasan-2019/. Läst 18 augusti 2019.
2. ↑  ”Om Ungdomscykelvasan”. https://www.vasaloppet.se/lopp/cykellopp/ungdomscykelvasan/om/. Läst 1 mars 2024.